# Kyste pilonidal
 Mise en garde médicale
Le kyste pilonidal est un kyste qui se forme autour d'un poil ou d'un cheveu court. Il se développe le plus souvent sur le sillon interfessier, mais aussi parfois à la main des coiffeurs, voire à l'ombilic (le nombril). Le traitement chirurgical est simple. Bien que généralement considérée comme bénigne, cette affection est très lourde de conséquences tant les soins post-opératoires sont longs, douloureux et souvent traumatisants pour le patient. En effet, plusieurs mois sont nécessaires pour retrouver une qualité de vie et une mobilité normale.

## Incidence
Le kyste pilonidal interfessier affecte essentiellement les adultes jeunes (fin de la deuxième décennie) avec une prédominance masculine (1 % de la population masculine et 0,1 % de la population féminine). Habituellement hirsutes, les patients sont le plus souvent d'origine européenne, rarement africaine et exceptionnellement asiatique.
L'apparition d'un kyste pilonidal interfessier est liée aux facteurs de risques suivants :
- obésité – 50 %
- position sédentaire – 44 %
- cas similaire dans la famille – 38 %
- irritation locale ou traumatisme précédant les premiers symptômes – 34%

Le kyste pilonidal interdigital est parfois décelé chez les coiffeurs et il est reconnu comme une affection d'origine professionnelle,,.
Un kyste pilonidal peut également survenir à l'ombilic.

## Physiopathologie
Le kyste pilonidal, qu'il se développe au sillon interfessier, à l'espace interdigital ou à l'ombilical, provient de la réaction granulomateuse à un poil ou un cheveu court inséré dans la peau.

## Description
Le kyste pilonidal se présente généralement sous la forme d'une petite boule palpable et douloureuse lorsqu'il est inflammé. De légère à très douloureuse, la gêne causée peut varier, et passe parfois inaperçue si le kyste n'est pas inflammé.

## Complications
- Infection
- abcédation
- fistulisation

## Traitement

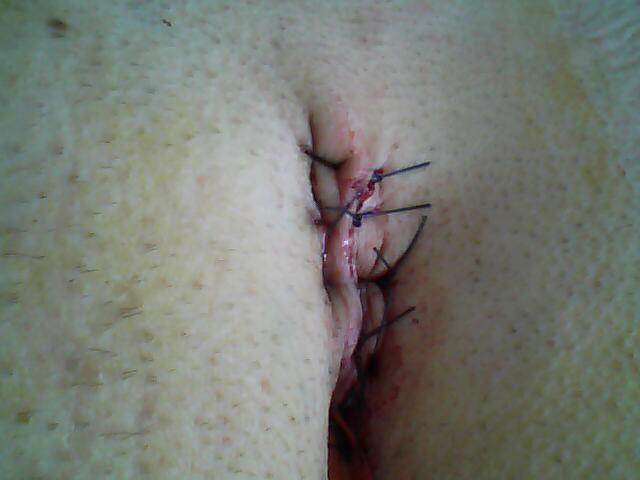
J+2 après une chirurgie d'un kyste pilonidal inter-fessier

### Médicamenteux
Le traitement de la douleur est indispensable et se fait progressivement, conformément aux préconisations de l'OMS. Une technique alternative non recommandée, mise au point dans le milieu militaire, consiste à traiter le kyste avec du phénol. Ce protocole demande beaucoup d'expertise et n'est pratiqué que dans un nombre réduit d’hôpitaux, notamment celui d'Alençon[réf. souhaitée]. De la vaseline est utilisée comme antidote. Il permettrait néanmoins une guérison très rapide, le drain ne restant que quelques jours.

### Chirurgical
En urgence. Si le kyste est très inflammatoire et que la douleur est intense, le chirurgien pratique une incision au bloc opératoire et réalise un drainage, la pose d'une mèche, puis prescrit un traitement antibiotique. Il programme une nouvelle intervention à froid une fois l'inflammation disparue.
En chirurgie programmée. Si le kyste n'est pas inflammé, une intervention chirurgicale est programmée. Plusieurs types d'anesthésies peuvent être proposés en fonction de chaque cas. L'intervention est simple puisqu'il s'agit de mettre un marqueur de type bleu de méthylène pour visualiser toutes les fistules (canal d'évacuation du kyste vers l'intérieur du corps) et toutes les ramifications de ce dernier. Le chirurgien pratique généralement une ablation totale de la zone.

### Laser
Le traitement au laser est une méthode plus légère qui se répand en France[source insuffisante]. Elle consiste à faire passer une petite sonde le long du trajet du kyste. L’extrémité de cette sonde est équipée d’un laser qui brûle la paroi du kyste. La cicatrisation est rapide et la plaie, superficielle, ne nécessite pas de pansement particulier. L'intervention non douloureuse n’entraîne une incapacité de travail que de 2 à 3 jours.
Traitement endoscopique. Ce traitement a été développé en 2014 afin de réduire le temps de cicatrisation. Il consiste à réaliser une fistuloscopie (insertion d'un endoscope de petit calibre dans les pertuis cutané) afin de réséquer les poils, les débris cutanés et de coaguler la paroi du kyste. La cicatrisation dure en moyenne une dizaine de jours. Le taux de récidive est de 5 % et est comparable aux techniques standards,,,.
Surveillance post-opératoire. La durée de cicatrisation, et donc de convalescence, peut être longue (3 à 8 semaines environ) car il est généralement déconseillé de refermer la plaie (risque de récidive).

## Diagnostic différentiel
- malformation congénitale par défaut de fermeture du tube neural[réf. souhaitée]
- tératome